# Ormosia rubella
Ormosia rubella är en tvåvingeart som först beskrevs av Osten Sacken 1869.  Ormosia rubella ingår i släktet Ormosia och familjen småharkrankar. Inga underarter finns listade i Catalogue of Life.